# František Víťazoslav Sasinek
František Víťazoslav Sasinek (11. prosince 1830, Skalica – 17. listopadu 1914, Štýrský Hradec) byl nejplodnější slovenský historik druhé poloviny 19. století, publicista a katolický kněz. Pseudonymy: Franko Chvojnický, Pater Victor, Sirotin V., Skalnický a Slovákovič.

## Rodina
- otec: František Sasinek
- matka: Anna, rozená Tichá

## Životopis
Vystudoval gymnázium ve Skalici a v Szolnoku a v roce 1846 vstoupil do kapucínského řádu, později studoval filozofii ve městech Tata a Bratislava, teologii v Scheibbsu (Dolní Rakousy) a Bratislavě. V roce 1853 byl v Győru vysvěcen za kněze a roku 1866 složil rigorózní zkoušku z teologie na univerzitě v Praze. Působil střídavě jako profesor a kazatel v Tatě, Bratislavě, Ostřihomi a Budíně. Roku 1864 ho biskup Štefan Moyzes přijal do banskobystrické diecéze, kde se stal profesorem bohosloveckého semináře a kazatelem. Od roku 1856 byl opatrovník knih a sbírek Matice slovenské, uložených dočasně v Banské Bystrici a od roku 1868 diecézní ordinář (nositel církevního úřadu).

## Díla
- Dejiny drievnych národov na území terajšieho Uhorska, Skalica, 1867
- Dejiny počiatkov terajšieho Uhorska, Skalica, 1868
- Dejiny kráľovstva Uhorského, 2/1., Martin, 1871
- Dejepis všeobecný a zvláštny Uhorska, svetský a náboženský, Vídeň, 1871
- Archív starých česko-slovenských listín, písomností a dejepisných pôvodín pre dejepis a literatúru Slovákov 1-2, Martin, 1872–1873
- Sv. Method a Uhorsko, Martin, 1884
- Arpád a Uhorsko, Martin, 1884
- Záhady dějepisné, 1–4, Praha, 1886–1887
- Dejiny Slovákov, Ružomberok, 1895
- Slováci v Uhorsku, Martin, 1904